# Saalach
Saalach är ett vattendrag i Österrike, på gränsen till Tyskland. Det ligger i den centrala delen av landet, 250 km väster om huvudstaden Wien.
Runt Saalach är det i huvudsak tätbebyggt. Runt Saalach är det ganska tätbefolkat, med 116 invånare per kvadratkilometer.